# 神戸電気鉄道デ201形電車
神戸電気鉄道デ201形電車（こうべでんきてつどうデ201がたでんしゃ）は神戸電気鉄道（現・神戸電鉄）が過去に保有していた通勤形電車。戦後の混乱期に運輸省が制定した「私鉄郊外電車設計要項」に基いて1948年（昭和23年）に新製された運輸省規格型車両である。
本項では1951年（昭和26年）に本形式とほぼ同一仕様で新製され、本形式の増備形式と位置付けられるデ211形についても併せて記述する。

## 登場に至る経緯
戦後間もない1947年（昭和22年）、運輸省によって「私鉄郊外電車設計要項」が制定された。以降新製車両に関しては原則的に同要項に準拠した設計とすることを義務付けられ、本形式も同要項B型に準拠した設計で登場している。ただし、運輸省規格型車両を導入した大半の私鉄が戦災等で輸送力が極端に低下していたという切迫した事情を抱えていた中、戦災による直接的な被害を受けることのなかった神有三木電気鉄道（以下「神鉄」と称す）が割り当てを受けることが可能であったのは、当時近い将来の三木線（現・粟生線）の延伸開業が予定され、所要車両数の増加が見込まれていたからであるといわれている。

## 車両概要

### デ201形
1948年（昭和23年）6月にデ201 - 203の3両、同年11月にデ204 - 208の5両の計8両が川崎車輌（現・川崎車両）にて新製された。前述のように私鉄郊外電車設計要項B型に基いて設計された本形式であったが、その寸法はデ101形に類似しており、正面形状が緩い丸妻を描く3枚窓非貫通型であることや、片側2扉の両運転台車という形態も相まって、従来車と比較しても形態的な違和感はなかった。窓配置はd2D8D2d（d：乗務員扉, D：客用扉）で、運転台が中央に設けられた点も従来車と同一であったが、規格設計に則って側窓が二段上昇式となり、寸法も従来車と比較して上下に拡大されたことで軽快な印象を与えるものとなった。なお、デ204 - 208については正面窓と乗務員扉の上辺が100 mm拡大され、外観から受ける印象に変化が生じている。
床下機器はいずれも同要項に基く指定機種であったが、HL制御器、三菱製MB146型主電動機、D16型台車のいずれも従来より神鉄の標準機器として採用されていた機種であったため、従来車との互換性は確保されている。制動装置はSME非常弁付直通空気ブレーキで、急勾配対策として制動転換器による電気制動を併用している。これは主幹制御器ハンドルを力行時とは逆回しに操作することにより動作させるもので、抑速制動のみならず停止用制動としても使用されていた。連結器は神鉄の車両では初めて柴田式自動連結器が採用された。

### デ211形
1951年（昭和26年）には粟生線全線開通に合わせてデ211形が3両（デ211 - 213）新製された。基本的な仕様はデ204 - 208に準じているが、ベンチレーターがデ201形のガーランド型に対して押込型に変更された他、前後正面に貫通路を新設、運転台が左側に設けられ、正面アンチクライマーが廃止された点が異なる。しかし、本形式登場当時は他形式が全て正面非貫通構造であったことから貫通路が使用されることはなく、宝の持ち腐れといった感があった。

## その後の経緯
デ201 - 205は1961年（昭和36年）にクハの牽引車に指定された。その際MT編成時における性能確保のため誘導分流器による弱界磁ノッチが新設されたが、デ201形の床下が狭く、弱界磁制御はクハとの連結時のみ使用のため、誘導分流器はクハ側に搭載されている。対象となるクハはクハ131形131, 132・クハ141形141・クハ151形151の4両であったため、通常デ201 - 204を使用し、デ205はそれら4両が検査等で入場した際にクハと編成する予備車とされた。
翌1962年（昭和37年）から1963年（昭和38年）にかけてデ201形全車を対象に貫通路新設工事が施工され、デ201 - 204, 206, 208は有馬寄り正面、デ207は神戸寄り正面、デ205は両側正面にそれぞれ貫通路・貫通幌を設置している。貫通化が施工された側の運転台は撤去されて片運転台化されたが、デ205のみは両運転台仕様のまま運転台を左側に移設しており、デ211形に酷似した外観となった。なお、デ211形全車も1963年（昭和38年）に幌枠・貫通幌が新設されて、ようやく貫通路が生かされるようになった。
その後、室内灯の蛍光灯化、標識灯の増設が全車を対象に順次施工された。なお、車体塗装については当初のマルーン一色、グレー地に窓周り淡緑を経て、最終的にはグレー地に窓周りオレンジと変化している。
1971年（昭和46年）1月にクハ131形・クハ151形の3両が廃車となったのを期に、本系列の3両固定編成化が行われた。この際有馬向きの先頭車が1両不足したため、デ201の有馬寄り運転台を再整備の上復活させて充当している。
3両固定編成化以降の編成
| デ201   | - | デ203 | - | デ202 |
| クハ141 | - | デ205 | - | デ204 |
| デ207   | - | デ211 | - | デ208 |
| デ213   | - | デ212 | - | デ206 |

なお、デ213は3両固定編成化後間もない1971年（昭和46年）3月に粟生駅構内で衝突事故を起こし、有馬寄り正面を大破した。復旧に際しては正面形状が平妻となり、正面屋根部を鋼板化して雨樋を撤去、正面貫通扉を撤去して運転台を中央に移設し、正面窓がHゴム固定化されるなど大きく形態が変化して本系列随一の異端車となった。
戦前製旧型車が800系に更新された後は現役車両では最古参となっていた本系列であったが、老朽化と小型車体ゆえに収容力が劣ることを理由に、3000系等新型車の増備に伴って、クハ141-デ205-デ204が1972年（昭和47年）に、デ201-デ203-デ202が1973年（昭和48年）にそれぞれ廃車となった。1974年（昭和49年）には最後まで残存した2編成も相次いで廃車となり、本系列は形式消滅した。